# Storm Logan
Storm Logan is een personage uit de Amerikaanse soapserie The Bold and the Beautiful. De rol was een van de originele rollen toen de serie startte in 1987. Ethan Wayne speelde de rol op contractbasis van 1987 tot 1988, daarna maakte hij nog enkele gastoptredens bij familieaangelegenheden, meestal een bruiloft van Brooke. Brian Patrick Clarke speelde de rol ook op contractbasis van 1990 tot 1991. In oktober 2006 werd de rol opnieuw gerecast voor William deVry. Tot februari 2007 speelde hij de contractrol, maar dan werd zijn rol beperkter tot zijn personage uiteindelijk overleed in mei 2008.

## Personagebeschrijving
Stephen Logan Jr. (Storm) woont in The Valley in Californië met zijn moeder Beth en drie zussen Brooke, Donna en Katie. Zijn vader Stephen Logan had zijn gezin jaren geleden in de steek gelaten, waardoor Stephen Jr. erg kwaad was en zo zijn bijnaam Storm kreeg. Nadat Donna en Katie hun vader terugvonden en weer naar huis brachten waren Storm en Brooke hier niet zo gelukkig mee omdat ze het hun vader kwalijk namen dat hij zijn gezin in de steek had gelaten.
In 1990 was Storm erg blij met de komst van Taylor Hayes naar LA, Taylor had met hem gestudeerd en Storm had een oogje op haar, maar Taylor werd verliefd op Ridge Forrester. Nadat het niets werd met Taylor verliet Storm Los Angeles en verhuisde samen met zijn zus Donna naar San Francisco om zijn advocatenpraktijk uit te bouwen. Hij keerde geregeld terug naar LA voor familieaangelegenheden.
In oktober 2006 keerde Storm terug naar LA om Taylor te verdedigen nadat zij werd aangeklaagd voor de doodslag op Darla Einstein. Storm werkte voor Nick Marone, die toen directeur was van Forrester Creations, maar nadat Eric Forrester het bedrijf weer in handen kreeg bleef Thorne voor het bedrijf werken. Storm verdedigde Nick ook toen hij valselijk beschuldigd werd voor de moord op Shane McGrath.
Eind 2007 verdedigde hij zijn vader nadat hij werd beschuldigd voor de aanslag op Stephanie Forrester. Storm bekende aan zijn zussen Brooke en Katie dat hij eigenlijk degene was die Stephanie had neergeschoten. Hij vond dat Stephanie moest boeten voor al het leed dat ze de familie Logan had aangedaan en hij wilde Stephen ervoor laten opdraaien omdat hij zijn gezin zoveel jaren in de steek had gelaten. Nadat Stephen ontdekte dat Storm Stephanie had neergeschoten ging hij ermee akkoord om de schuld op zich te nemen, wat vader en zoon dichter bij elkaar bracht. Brooke bekende aan Stephanie dat Storm haar had neergeschoten en samen met de hulp van Katie kon ze haar overtuigen om de klacht te laten vallen.
Begin 2008 maakte hij afspraakjes met Ashley Abbott, maar nadat Ridge haar vertelde dat Storm zijn moeder had neergeschoten verloor zij de interesse in Storm. Hij probeerde Ashley ervan te overtuigen dat hij veranderd was en daarbij schoot hij per ongeluk zijn zus Katie neer. In het ziekenhuis vertelde Bridget dat Katie zou sterven als ze geen harttransplantatie zou krijgen. Storm die er niet mee zou kunnen leven dat zijn zus zou sterven door zijn toedoen pleegde zelfmoord zodat Katie zijn hart zou krijgen.
Storm heeft een dochter, Flo, uit zijn relatie met Shauna Fulton.